# Cibakháza
Cibakháza é uma vila da Hungria, situada no condado de Jász-Nagykun-Szolnok. Tem 38,21 km² de área e sua população em 2019 foi estimada em 3.918 habitantes.